# Surudia loboptera
Surudia loboptera är en insektsart som beskrevs av Boris Petrovich Uvarov 1930. Surudia loboptera ingår i släktet Surudia och familjen gräshoppor. Inga underarter finns listade i Catalogue of Life.